# Larissa Michailowna Berkowa
Larissa Michailowna Berkowa (russisch Лари́са Миха́йловна Беркова, * 8. Februar 1955 in Rustawi,  Georgische SSR, geborene  Larissa Michailowna Sawkina) ist eine ehemalige sowjetische Handballspielerin und Olympiasiegerin.

## Karriere
Berkowa lief während ihrer Karriere für den sowjetischen Verein Awtomobiliste Baku auf. Mit Awtomobiliste gewann sie in der Saison 1982/83 den IHF-Pokal. Weiterhin gehörte Berkowa dem Kader der sowjetischen Nationalmannschaft an. Bei den Olympischen Sommerspielen 1980 in Moskau gewann sie die Goldmedaille. Während des olympischen Turniers erzielte Berkowa einen Treffer in fünf Partien.